# Headshot
Headshot (v překladu z angličtiny „trefa do hlavy“) je v terminologii počítačových her rozšířené označení pro přesnou střelu přímo do hlavy protihráče. Termín se rozšířil spolu s vzrůstající popularitou akčních síťových her typu Team Fortress 2 nebo Counter-Strike, kde jsou tyto způsoby eliminace nepřátel v hodnocení jednotlivých hráčů vysoce hodnoceny a komunitou tudíž ceněny. Dobří hráči dávají velké množství těchto úderů, hlavně pomocí odstřelovacích pušek.
Ve hře Counter-Strike se používá pro headshot i označení „čočka“ pro střelu do hlavy pomocí AWP.